# Shohatsu-Landungsboot
Das Shōhatsu-Landungsboot (japanisch 小発動艇 Shōhatsudōtei, deutsch ‚Kleinmotorboot‘) war ein Landungsbootstyp des Kaiserlich Japanischen Heeres, welches ab 1924 entwickelt und von 1927 und bis 1945 vom Kaiserlich-Japanischen Heer und der Kaiserlich-Japanischen Marine eingesetzt wurde.

## Entwicklungsgeschichte
Im Rahmen des Ersten Weltkriegs und im Hinblick auf die zu erwartenden Kampfgebiete im Pazifik wurde seitens des japanischen Heeres frühzeitig erkannt, dass Landungsboote ein entscheidender Einheitentyp für künftige Konflikte sein würden. Daher wurden die Ergebnisse alliierter Landungen im Krieg intensiv ausgewertet. Ergebnis war neben dem Großmotorboot auch eine kleinere Version nur für Soldaten und Fracht, welches parallel ab 1924 von der Heeres-Transportabteilung entwickelt wurde. Diese als „Kleinmotorboot“ bezeichnete Klasse sollte 9 bis 10 m lang sein, maximal 2,5 m breit sein und einen Tiefgang bei voller Beladung von 0,3 m haben. Zudem war ein Leergewicht von 2,5 t vorgesehen. Der Antrieb sollte mit einem 40-PS-Benzinmotor erfolgen, mit dem beladen 8 Knoten erreicht werden sollten.
1925 wurden erste Prototypen unter der Bezeichnung Shohatsu Typ A getestet. Diese hatten eine normale Bootsform mit einer Länge von 9,25 m, einer Breite von 2,44 m und einem Freibord von 0,91 m bei 2,73 t Leergewicht. Gefahren wurden sie von einer Zwei-Mann-Besatzung aus Bootsführer und Mechaniker. Ein offener Steuerstand und der Motor waren in Bootsmitte hintereinander eingebaut. Die Schiffsschraube hatte eine Spiralform, um kleinere Hindernisse im Flachwasser wie Sand und Matsch leichter überwinden zu können. Die Steuerung erfolgte über ein waagerecht angeordnetes Steuerrad auf einer halb mannshohen Säule. Die Steuerbefehle wurden über Drahtzüge an die Steuermechanik im Heck übertragen, die das Steuerruder entsprechend ausrichtete. Die Boote waren ungepanzert und unbewaffnet. Allerdings bot der Stahl des Schiffsrumpfs einen gewissen Schutz gegen Infanteriemunition.
Einsatztests ergaben Probleme, die geforderte Geschwindigkeit zu erreichen. Daher wurde die Bugform überarbeitet und die Länge auf 10 m erhöht. Der Freibord wurde auf 1,22 m angehoben, um besseren Schutz der Insassen vor überschlagender See zu erhalten. Durch die Änderungen sank zudem das Leergewicht auf 2,5 t. Zusammen mit einem Motor mit höherem Drehmoment konnte danach 8,3 Knoten erreicht werden. Auf der anderen Seite stieg der Tiefgang von 0,24 m auf 0,31 m an, was aber akzeptiert wurde. Diese Version wurde als Typ A verbessert bezeichnet
In den späten 1920er Jahren erfolgte nochmals eine Überarbeitung der Bugform, was zu einer Verlängerung der Boote auf 10,22 m führte. Zugleich wurde nun ein 45 PS Dieselmotor verwendet, der trotz der Erhöhung des Leergewichts auf 3 t eine Geschwindigkeit von 8,8 Knoten ermöglichte. Diese Version wurde als Typ B bezeichnet

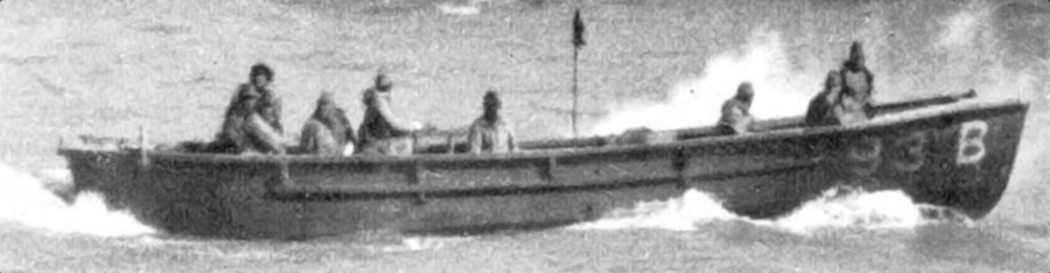
Shohatsu-Landungsboot Typ B

1931 entstand die meistgebaute Version Typ C, bei der über den Bug ein flaches Schutzschild mit einer Waffenstation hinzugefügt wurde. In der Waffenstation konnte ein Typ 11 6,5-mm-Maschinengewehr aus der Ausstattung der an Bord transportierten Infanterie installiert werden. Später wurden auch Typ 96 6,5-mm-Maschinengewehre und Typ 99 7,7-mm-Maschinengewehre dort verwendet. Es gab jedoch auch weiterhin keine bordeigene Bewaffnung.
1935 entstand noch eine geringfügig vergrößerte Version (Typ C verbessert) mit einer Länge von 10,76 m, und einem Tiefgang von 0,425 m. Diese erreichte mit einem 60 PS Dieselmotor eine Geschwindigkeit von 10 Knoten bei einem Leergewicht von 3,75 t.
1943 wurde die Fertigung nach etwas über 1000 Exemplaren zugunsten der Daihatsu-Landungsboote eingestellt. Die Marine testete die Boote unter der Bezeichnung 10-m-Sondertransportschiff ebenfalls, übernahm aber nur eine geringe Stückzahl (etwa 30) aus der Armeeproduktion. Bei Bedarf wurden weitere Boote aus Armeebeständen ausgeliehen.

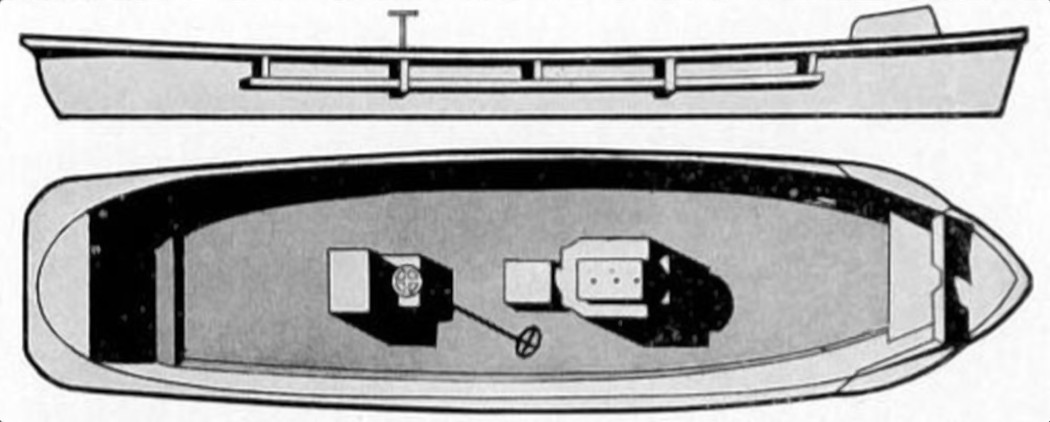
Shohatsu-Landungsboot Typ C, Zweiseitenskizze aus dem US-Army-Handbuch ONI 208-J „Far Eastern Small Craft“

## Einsatz
Der Einsatz erfolgte wie auch bei den Daihatsu-Landungsbooten in Seetransport-Pioniereinheiten. Verwendet wurden sie meist auf kleineren Frachtschiffen bei Transportaufträgen in kleinerem Umfang. Bei amphibischen Landungen spielten die Shohatsu-Landungsboote praktisch keine Rolle.
Der Bauumfang und das Einsatzspektrum machen es fraglich, ob das Kleinlandungsboot eine sinnvolle Entwicklung war und ob man es nicht früher hätte ausmustern sollen. Letztlich ist es ein Fahrzeug für den gleichen Zweck wie das Großlandungsboot mit kleinerem, möglichen Einsatzbereich.